# Сокіл-крихітка азійський
Сокіл-крихітка азійський (Polihierax insignis) — вид хижих птахів родини соколових (Falconidae).

## Поширення
Він поширений у М'янмі, Камбоджі, Лаосі, Таїланді і В'єтнамі. Мешкає як у тропічних лісах, так і в лісистих саванах.

## Опис
Птах має довжину від 24 до 27 см. Присутній статевий диморфізм: у самців голова і верхня частина спини світло-сірі, а у самиць червонувато-коричневі. Решта оперення у обох статей схоже, верхня частина переважно темно-сіра, за винятком білого крупа, а нижня частина також біла. Махові пера як на крилах, так і на хвості чорні з білими смугами. Навколо очей має помаранчеві карункули.